# John Schwartzman
John Marc Schwartzman (Los Angeles, 18 oktober 1960) is een Amerikaans cameraman van films als The Amazing Spider-Man en Jurassic World.
Schwartzman komt uit een filmmakers gezin. Zijn vader Jack Schwartzman was een filmproducent en zijn zus Stephanie filmcoördinator. Zijn stiefmoeder Talia Shire is een actrice en de halfbroers Robert en Jason Schwartzman zijn acteur en muzikant. Hij studeerde in 1985 aan de University of Southern California School of Cinematic Arts. Hij begon als cameraman aan werken als lowbudgetfilms, documentaires, commercials en videoclips van artiesten als Madonna en Paula Abdul. Schwartzman eerste blockbuster als cameraman en director of photography was in 1996 met de film The Rock van filmregisseur Michael Bay die hij al kende uit zijn jeugd. Met Bay maakte hij ook de films Armageddon en Pearl Harbor. Hij is sinds 1997 lid van de American Society of Cinematographers. Schwartzman ontving in 2004 een Oscar-nominatie voor de film Seabiscuit.

## Filmografie
- 1988: You Can't Hurry Love
- 1989: Red Surf
- 1990: Rockula
- 1993: Benny & Joon
- 1994: Airheads
- 1995: A Pyromaniac's Love Story
- 1996: Mr. Wrong
- 1996: The Rock
- 1997: Conspiracy Theory
- 1998: Armageddon
- 1999: EDtv
- 2001: Pearl Harbor
- 2002: The Rookie
- 2003: Seabiscuit
- 2004: Meet the Fockers
- 2007: National Treasure: Book of Secrets
- 2007: The Bucket List
- 2009: Night at the Museum: Battle of the Smithsonian
- 2011: The Green Hornet
- 2012: The Amazing Spider-Man
- 2013: Saving Mr. Banks
- 2014: Dracula Untold
- 2015: Jurassic World
- 2016: The Founder
- 2017: Fifty Shades Darker
- 2017: The Book of Henry
- 2018: Fifty Shades Freed
- 2018: The Unicorn
- 2018: A Simple Favor
- 2019: The Highwaymen
- 2019: Last Christmas
- 2021: The Little Things

## Academy Award-nominaties
- 2004: Seabiscuit